# Phyllanthus camerunensis
Espèce
Phyllanthus camerunensis  est une espèce de plantes à fleurs de la famille des Phyllanthaceae et du genre Phyllantus. Elle a été décrite par Jean F. Brunel en 1987.

## Habitat
Elle est répandue au Cameroun. 